# José Luis López Ramírez
José Luis López Ramírez (San José, 31 de marzo de 1981) es un exfutbolista costarricense, jugaba como volante y actualmente está retirado. Se caracterizaba por ser un generador de juego tanto de juego en corto como en largo, y por la buena administración de la pelota.

## Trayectoria
Su debut en primera división se dio durante la temporada 1996-97 con el Club Sport Herediano, uno de los equipos de fútbol con mayor trayectoria en Costa Rica.
Para la campaña 2003-2004 es fichado por el Deportivo Saprissa, en donde fue un destacado jugador.  Fue titular la mayor parte del tiempo que estuvo en el equipo, en el puesto de volante de contención.
Además ha sido parte de diferentes procesos de las selecciones nacionales de Costa Rica, por ejemplo en torneos juveniles como el Copa Mundial de Fútbol Juvenil de 2001 y los Juegos Olímpicos de Atenas 2004.  En la Selección de fútbol de Costa Rica también ha tenido bastante participación, tanto en la etapa clasificatoria para Copa Mundial de Fútbol de 2006 en Alemania como para el proceso hacia la Copa Mundial de Fútbol de 2010 realizado en Sudáfrica.

## Los inicios
“Puppy” López inició su recorrido por las canchas gracias al apoyo de su padre, José Luis López, y a su abuelo, Ernesto López, en canchas de barrio como centro delantero de los “Broncos de Zapote”, y otros equipos como las ligas menores de la Universidad de Costa Rica.  Sin embargo como sobresalía principalmente por preparar jugadas para otros decidió probar en la media cancha, el puesto en el cual se consolidaría con el paso de los años.
Luego de pasar por las divisiones menores del Herediano, hizo su debut el 4 de enero de 1997 en primera división, frente al Deportivo Saprissa. El técnico Orlando De León fue quien le dio la primera oportunidad.  Años más tarde sería Carlos Watson, técnico de la Selección Juvenil, quien lo ayudaría a dar sus primeros pasos dentro del equipo nacional.

## Deportivo Saprissa y Selección Nacional
José Luis “Puppy” López fue uno de los jugadores más regulares de la planilla del Deportivo Saprissa, durante los últimos años. Desde su llegada al equipo tuvo mucha competencia en su puesto de contención, y aunque perdió la titularidad por algunos periodos,  recuperó su nivel y terminó su último año como titular.
Una de sus mejores experiencias fue la participación del equipo en el Campeonato Mundial de Clubes de la FIFA 2005 en Japón, cuando Saprissa alcanzó el tercer lugar del torneo. Además ha sido campeón nacional de Costa Rica en varias ocasiones.
Su paso por la Selección de fútbol de Costa Rica al principio fue un poco irregular, sin embargo fue pieza muy importante en la clasificación a Alemania 2006. Precisamente una lesión bastante seria en el 2005 le marginó de participar en dicho evento. Pero, en los últimos años, constantemente es llamado al equipo “de todos los ticos”.

## Melbourne Victory
Para la temporada 2007-2008 fue contratado por el equipo australiano Melbourne Victory, donde dio inicio su paso al fútbol internacional.  Con este equipo logró tres importantes títulos en el 2008 (Pretemporada, Championship y Premiership)

## Otros detalles
El padre de “Puppy” López también lleva por nombre José Luis. Su madre se llama Guiselle Ramírez, y tiene dos hermanas: Sofía y Laura.
La carrera profesional de “Puppy” es la Administración de Empresas, y se inclinó por ella debido a sus cualidades en la cancha: liderazgo, toma de decisiones importantes, apoyo al equipo, sacrificio y esfuerzo en procura de un objetivo.
Su sobrenombre surgió desde antes de nacer, pues su madre utilizaba un maternal con la leyenda “Puppy”, y aún en el vientre todos empezaron a llamarlo así.
A los 10 años participaba en atletismo, donde llegó a ganar algunas medallas.
Admira a Fernando Redondo, exjugador del Real Madrid, por su estilo de juego y personalidad a la hora de jugar.

## Clubes
| Club                 | País       | Año       |
| -------------------- | ---------- | --------- |
| Club Sport Herediano | Costa Rica | 1997-2003 |
| Deportivo Saprissa   | Costa Rica | 2003-2006 |
| Melbourne Victory    | Australia  | 2007-2008 |
| Dalian Shide         | China      | 2009-2010 |
| Belén F. C.          | Costa Rica | 2011-2013 |
| Uruguay de Coronado  | Costa Rica | 2014-2015 |
| Puntarenas F. C.     | Costa Rica | 2015-2016 |